# François Jacob
François Jacob (Nancy, 17 de junho de 1920 — 19 de abril de 2013) foi um biólogo francês.
Foi agraciado com o Nobel de Fisiologia ou Medicina de 1965. É membro da Academia Francesa de Letras, sendo-lhe atribuída a cadeira 38, por ter desenvolvido importantes estudos sobre a regulação genética das bactérias.
Além de ter sido um pintor amador, foi autor de muitos artigos científicos e de livros como “A Lógica da Vida”, uma obra de 1970 que teve muito sucesso, “O Jogo dos Possíveis” ou “O Ratinho, a Mosca e o Homem”. 
O seu trabalho centrou-se principalmente nos mecanismos genéticos que existem nas bactérias e os efeitos bioquímicos das mutações também nas bactérias. Estudou ainda as células dos mamíferos e o desenvolvimento embrionário inicial dos ratinhos. Em 1992 entrou no Comité Nacional de Ética francês. 
Em julho de 1940 entrou no exército da França Livre, onde participou nas campanhas de Fezão e Tripolitânia, na Líbia, e em França. Oito horas depois do desembarque na Normandia das tropas aliadas, a 1 de agosto de 1944, François Jacob foi gravemente ferido. Pela sua conduta na guerra, obteve quatro medalhas. 
Depois da Segunda Guerra Mundial, terminou os estudos em medicina, mas não se tornou cirurgião devido aos ferimentos, tendo escolhido a carreira de investigação científica. Em 1950, começou a trabalhar no Departamento de Fisiologia Microbiana, dirigido por André Lwoff, no Instituto Pasteur, onde fez toda a sua carreira.
Foi casado com a pianista Lysiane Bloch desde 1947 e voltou a casar-se em 1999 depois da morte da pianista. Teve quatro filhos. Faleceu em 19 de abril de 2013
Recebeu o Doutoramento Honoris Causa pela Universidade Nova de Lisboa em 1987/1988.